# Vasílis Dimitriádis
Vasílis Dimitriádis (en grec : Βασίλης Δημητριάδης) est un footballeur grec, aujourd'hui retraité, qui a joué au poste d'attaquant durant les années 1980 et 1990.

## Biographie
Dimitriádis n'a connu que 2 clubs durant sa courte carrière professionnelle (10 ans) : l'Aris Salonique et l'AEK Athènes.
Tous les titres qu'il a remportés l'ont été pendant son passage à l'AEK : 3 championnats de Grèce, 2 Coupes de Grèce, 1 Supercoupes et 2 titres de meilleur buteur du championnat.
Il a été sélectionné en équipe nationale de Grèce pour la première fois le 17 février 1988, pour une rencontre face à l'Irlande du Nord (victoire 3-2). Il est au total sélectionné 28 fois et marque 2 buts (1 contre l'Albanie et 1 contre le Luxembourg).

## Palmarès

### Collectif
- 3 championnats de Grèce : 1992, 1993, 1994
- 2 Coupes de Grèce : 1996, 1997
- 1 Supercoupe de Grèce : 1996

### Individuel
- 2 titres de meilleur buteur du championnat de Grèce : 1992 (28 buts), 1993 (33 buts)